# Vinay Bhat
Vinay Subrahmanya Bhat (* 4. Juni 1984 in Santa Clara, Kalifornien) ist ein US-amerikanischer Schachspieler. Seit 2008 trägt er den Titel eines Großmeisters.

## Leben und Karriere
Bhat wurde am 4. Juni 1984 in Santa Clara, Kalifornien, geboren und wuchs dort auf. Im Alter von sechs Jahren erlernte er das Schachspielen durch seine Mutter. Im Alter von zehn Jahren wurde Bhat 1994 zum jüngsten National Master in der Geschichte der Vereinigten Staaten. 2001 wurde er zum Internationalen Meister ernannt, was ihn zum damaligen jüngsten Internationalen Meister machte. Er absolvierte die Lynbrook High School im Jahr 2002 und erwarb im Mai 2006 einen Bachelor of Science in Statistik und politischer Ökonomie an der University of California in Berkeley.
Im Jahr 2008 kehrte Bhat in den professionellen Turnierbetrieb zurück und erreichte eine Elo-Zahl von über 2500 Punkten. Bereits zuvor erspielte er seine drei erforderlichen Normen für den Großmeister bei Turnieren in Qingdao (2002) sowie in Balaguer (2006 und 2007). Im Oktober 2008 wurde er somit zum Großmeister ernannt. Seine höchste Elo-Zahl erreichte er im März 2010 mit 2549 Punkten.
Nach seiner aktiven Schachkarriere war Bhat unter anderem im Bereich Data Science tätig. 2023 veröffentlichte er das Buch How I Became a Chess Grandmaster.

## Werke
- How I Became a Chess Grandmaster. Quality Chess, 2023, ISBN 978-1-78483-192-9.